# Davison County
Davison County är ett administrativt område i delstaten South Dakota, USA. År 2010 hade countyt 19 504 invånare. Den administrativa huvudorten (county seat) är Mitchell. 

## Geografi
Enligt United States Census Bureau har countyt en total area på 1 132 km². 1 129 km² av den arean är land och 3 km² är vatten. 

### Angränsande countyn
- Sanborn County, South Dakota - nord
- Hanson County, South Dakota - öst
- Hutchinson County, South Dakota - sydost
- Douglas County, South Dakota - sydväst
- Aurora County, South Dakota - väst